# Coverham with Agglethorpe
Coverham with Agglethorpe est une paroisse civile du Yorkshire du Nord, en Angleterre.